# Orlowe (Melitopol)
Orlowe (ukrainisch Орлове, deutsch Ohrloff) ist ein Ort im Rajon Melitopol in der südlichen Ukraine mit etwa 1100 Einwohnern (2001). Die Siedlung geht zurück auf eine Kolonie deutscher Mennoniten.

## Geschichte
Die im damaligen russischen Gouvernement Taurien gelegene Ortschaft wurde 1805 am Südufer des Kuruschan (Курушан) angelegt. Das Dorf wurde nach dem Heimatort mehrerer Siedler in Preußen benannt. Ohrloff wurde durch sein Bildungswesen und das kulturelle Angebot, das vor allem Verdienst von Johann Cornies war, zu einem der bedeutendsten Zentren der Molotschnaer Kolonien.
Als erste der Molotschnaer Kolonien bekam Ohrloff 1809 eine Kirche, die in der Tradition des preußischen Bethauses erbaut wurde. Ohrloff verfügte über eine der ersten weiterführenden Schulen der Russlandmennoniten. Die 1822 errichtete Schule, entworfen von Johann Bräul, ähnelt in ihrem Baukörper der Mädchenschule von Chortitza. Im Jahr 1908 wohnten in Ohrloff 510 Menschen, es gab die Ziegelfabrik von J. Görzen, eine Essigproduktion von H. Reimer, eine Schlosserei von K. Penner, die Handlung von A. Fast und eine Apotheke.

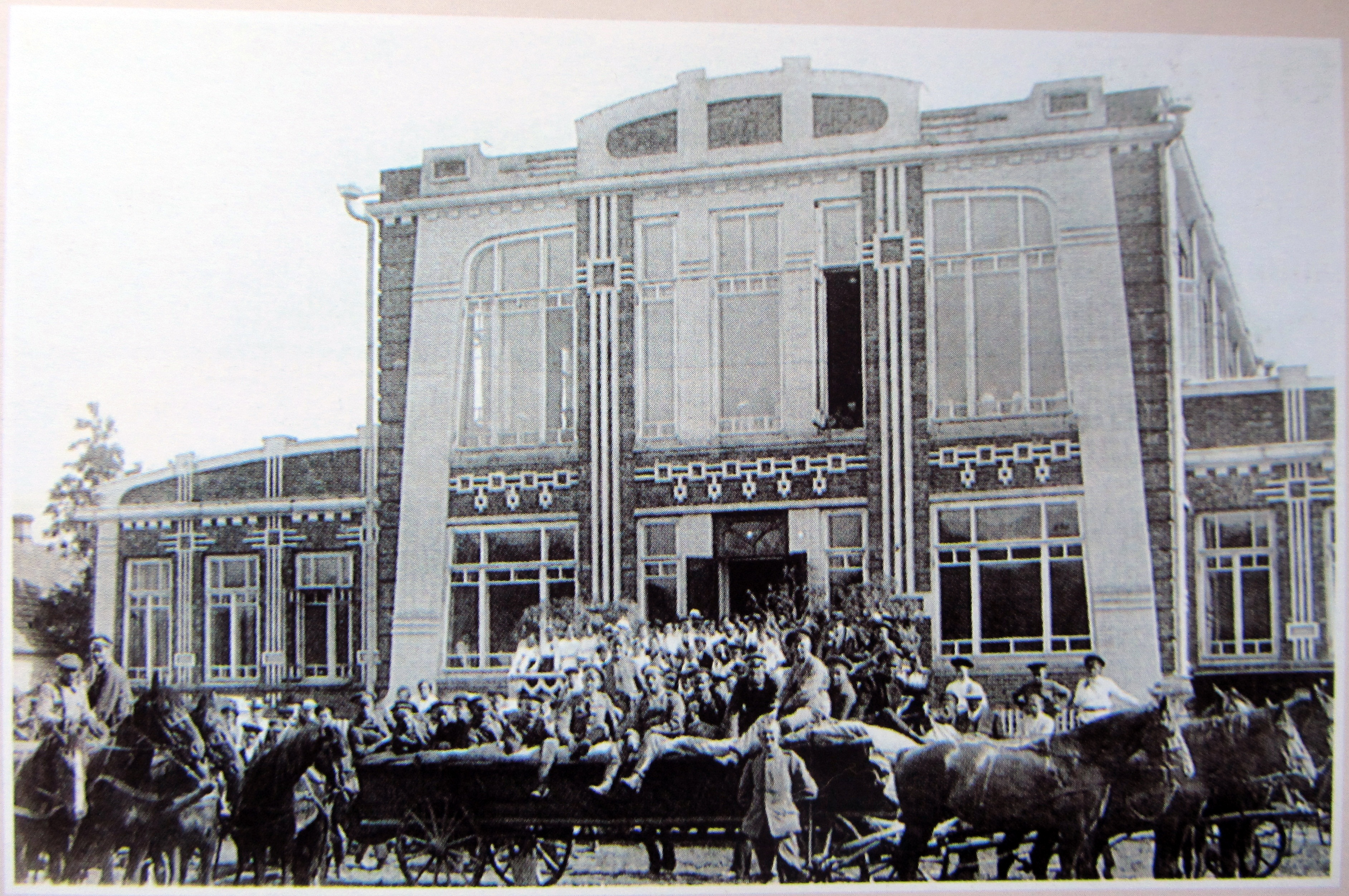
Zentrale Schule im Dorf, 1910
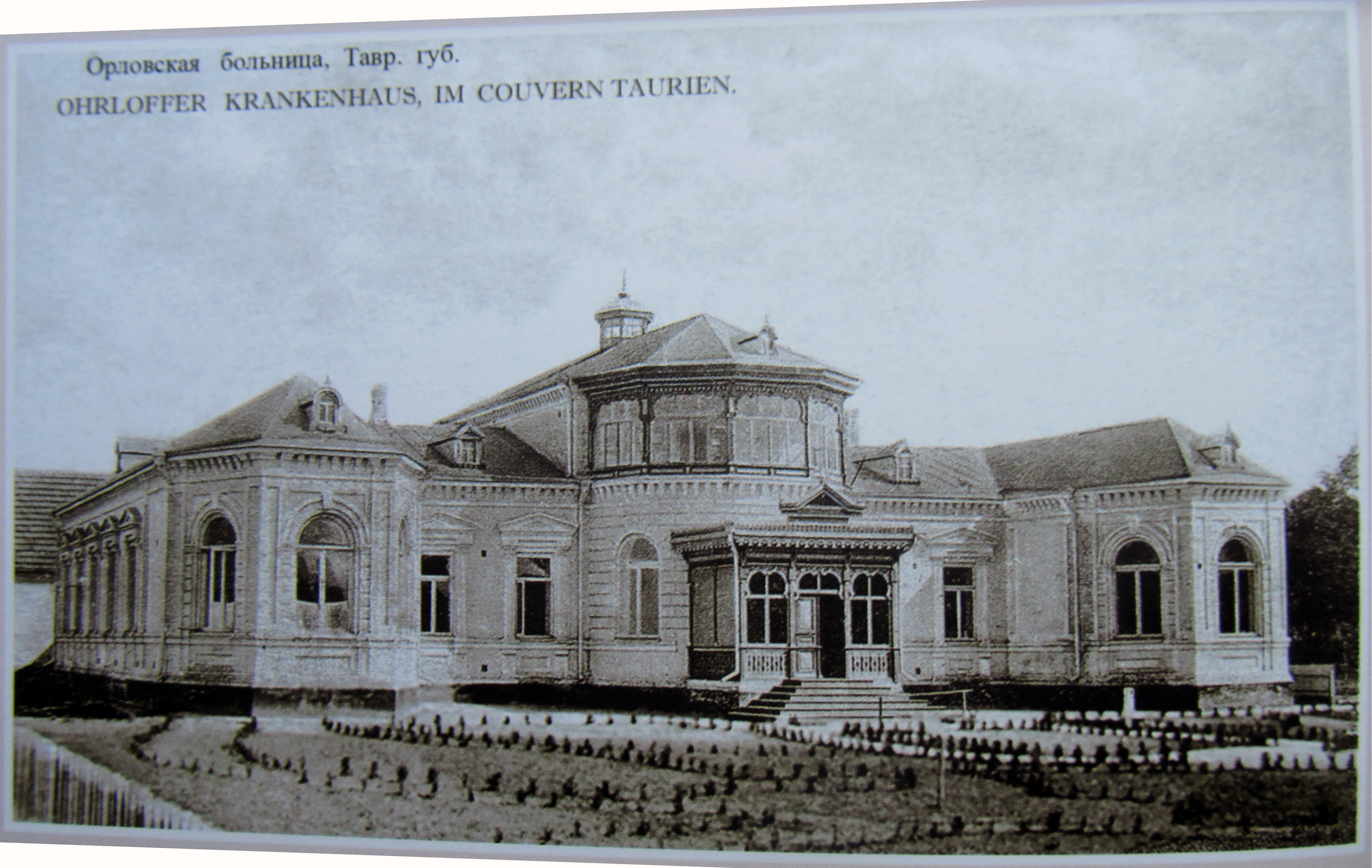
Das örtliche Krankenhaus Anfang des 20. Jahrhunderts
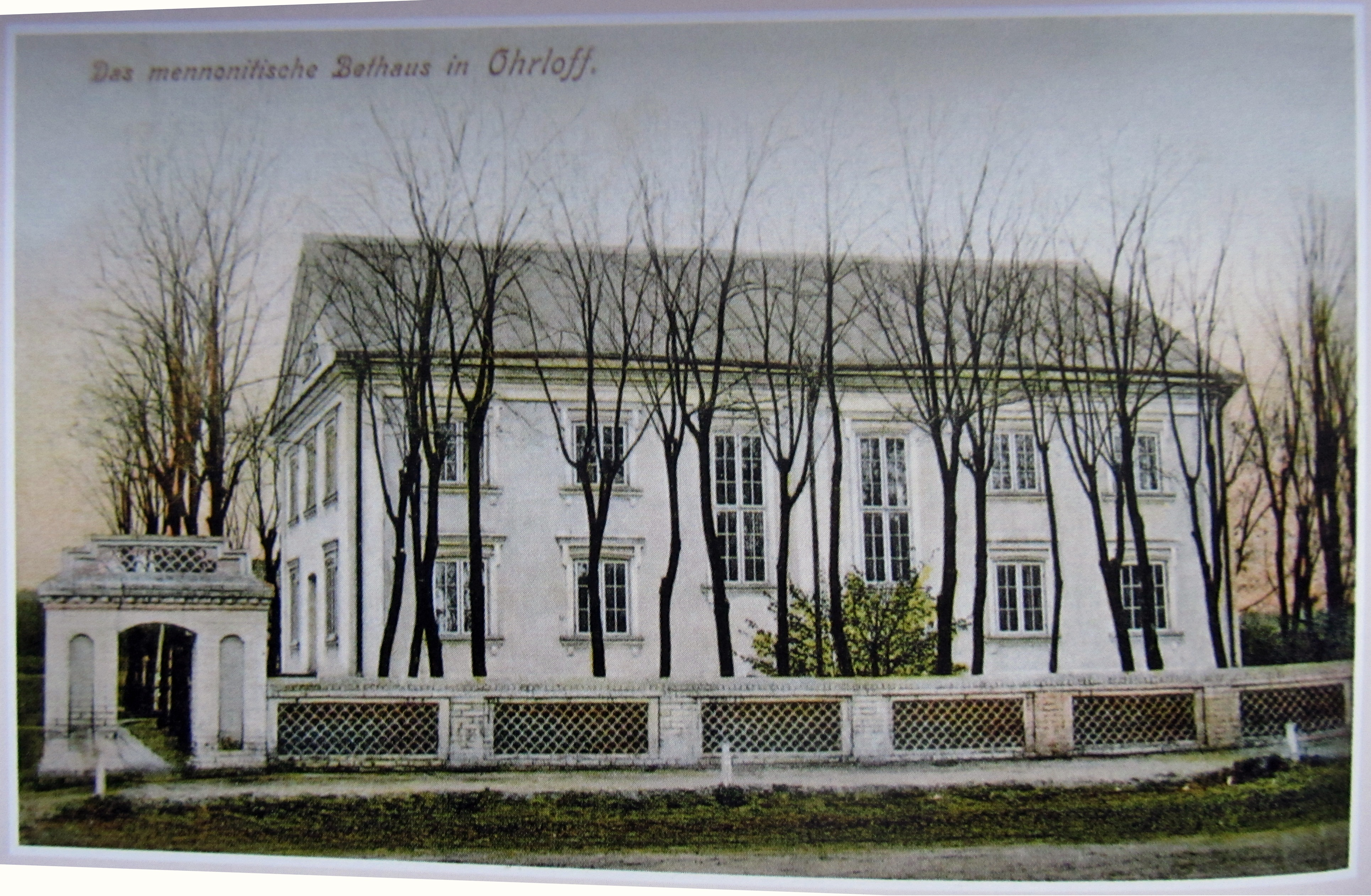
Mennonitisches Bethaus, 1905

Infolge des Angriffs der Wehrmacht auf die Sowjetunion wurden die Bewohner von Ohrloff 1941 nach Asien deportiert. Zum heutigen ukrainischen Ort Orlowe gehören heute auch die vormaligen Kolonien Tiege, Blumenort und Rosenort.
Am 12. Juni 2020 wurde das Dorf ein Teil der neugegründeten Landgemeinde Terpinnja, bis dahin war es ein Teil der Landratsgemeinde Switlodolynske im Nordosten des Rajons Melitopol.

## Rosenort
Der heute nach Orlowe eingemeindete Ort wurde 1805 südlich des Kuruschan angelegt und von 20 flämischen Mennonitenfamilien aus unterschiedlichen Orten des Weicheldeltas besiedelt. Die Familien trafen bis 1813 ein. Heimatort in Preußen. Rosenort lag in einer kleinen Niederung, in der ein kleiner Fluss dem Kuruschan zufließt. Durch vier Dämme wurde ein Rückhaltebecken erschaffen. In den 1840er Jahren wurden hinter den Höfen beiderseits der Straße Pappeln gepflanzt. 1848 hatte das Dorf eine Ziegelei, später eine Windmühle, eine motorisierte Mühle, eine Schreinerei, ein Lebensmittelgeschäft, einen Wagner, einen Schuhmacher und einen Schneider. Die Windmühle wurde 1929 von einem schweren Sturm zerstört. In den 1930er Jahren wurde das Dorf Teil der Kolchose Karl Liebknecht.

## Blumenort
Blumenort wurde 1805 am Südufer des Kuruchan gegründet. Anfangs siedelten hier 20 Mennonitenfamilien aus Westpreußen. Johann Warkentin, einer der Siedler, gab dem Ort den Namen seines Heimatortes in Westpreußen. Steine für die Hausfundamente wurden aus dem Flussbett des 25 km entfernten Juschanlee entnommen. Die erste Schule brannte 1821 nieder und wurde durch einen Neubau ersetzt. 1869 bestanden 19 Vollwirtschaften, zwei Halbwirtschaften und 23 Kleinwirtschaften, zwei Windmühlen, Betriebe im Bereich Metallverarbeitung, Industriegüter, Polsterung und Färbung. Während des Russischen Bürgerkriegs wurden 20 Dorfbewohner umgebracht. Im Rahmen der Kollektivierung wurde der Ort in den 1930ern nach Ohrloff eingemeindet. Es sind keine Mennonitenbauten erhalten.

## Tiege
Tiege wurde 1805 am Südufer des Kuruschan östlich von Ohrloff von 20 flämischen Mennonitenfamilien aus Westpreußen angelegt. Die Siedler verfügten über 8500 Rubel Eigenkapital, zusätzlich erhielten sie zinslose Darlehen von der Regierung. Da der Fluss Kuruschan an den Fluss Tiege im heimatlichen Westpreußen erinnerte, wurde der neue Ort Tiege benannt. 1869 gab es 20 Vollwirtschaften, zusätzlich 23 kleine Bauernhöfe. Am Ort gab es eine Windmühle, einen Kaufladen, einen Bücherladen, eine Ziegelei, einen Vertrieb landwirtschaftlicher Maschinen und eine Wagenfabrik. Im Jahre 1910 wurde von der Taurischen Regierung die Baupläne für eine kleine Kirche der Mennoniten Brüdergemeinde genehmigt. Die Kirche existiert nicht mehr. Nur wenige Mennonitenbauten sind erhalten.

## Gebäude der Marien-Taubstummenschule
Die Schule im ehemaligen Tiege wurde 1881 gegründet und nach der Frau von Zar Alexander II. benannt. Taubstumme erhielten hier eine exzellente 9-jährige Schulbildung. Das Gebäude wurde lange als Verwaltungszentrale genutzt und ist immer noch in Gebrauch.

## Kirche
Die Kirche in Ohrolff wurde 1809 nach Plänen eines Baumeisters Siemens erbaut. Das Bauwerk entsprach den Traditionen des preußischen Bethauses. Die Außenmauern waren verputzt und verziert, Kanzel und Podium waren an der Längsseite der Kirche gegenüber dem Haupteingang. Die Wand hinter dem Podium hatte zwei hohe Fenster zur Straße. Später wurde das Gebäude als Schule für Kinder mit geistiger Behinderung genutzt.

## Zentralschule
Die Zentralschule wurde 1822 unter Leitung von Johann Cornies als erste Mennonitische Zentralschule in Russland erbaut. Nach einem Brand 1847 wurde die Schule 1860 neu erbaut. Dieser Bau wurde seinerseits 1913 ersetzt. Der Neubau von Johann Bräul ähnelte der Mädchenschule von Chortitza. Einen zweigeschossigen Mittelkörper flankierten zwei eingeschossige Flügel. Die Fassadengestaltung deutete auf Einflüsse des Jugendstils. Der Bau existiert nicht mehr.

## Nachweise
1. ↑  Ortswebseite auf der offiziellen Webpräsenz der Werchowna Rada; abgerufen am 20. September 2021 (ukrainisch)
2. ↑  Rudy P. Friesen, Edith Elisabeth Friesen: Bauwerke der Vergangenheit: mennonitische Architektur, Landschaft und Siedlungen in Russland/Ukraine. S. 395–402.
3. ↑  Helmut Huebert: Molotschna Historical Atlas. Kindred Productions, 2003, S. 168.
4. ↑  Кабінет Міністрів України Розпорядження від 12 червня 2020 р. № 713-р "Про визначення адміністративних центрів та затвердження територій територіальних громад Запорізької області"
5. ↑   Friesen, Seiten 48–407
6. ↑   Friesen, Seiten 303–304
7. ↑   Friesen, Seiten 430–434
8. ↑   Friesen, Seiten 395–403